# Forlev
Forlev är en tätort på Själland i Danmark.   Den ligger i Slagelse kommun och Region Själland, i den sydöstra delen av landet, 90 km väster om Köpenhamn. Forlev ligger 5 meter över havet och antalet invånare är 2 528. Närmaste större samhälle är Slagelse, 5,0 km öster om Forlev. Trakten runt Forlev består till största delen av jordbruksmark.
Orten består av två delar; dels en nordlig del vid den nedlagda järnvägsstationen Forlev, dels en sydlig del Vemmelev kring Vemmelev kyrka. De räknas tillsammans som en tätort.